# ديفيد ساذرلاند نيلسون
ديفيد ساذرلاند نيلسون (بالإنجليزية: David Sutherland Nelson)‏ هو قاضي ومحامي أمريكي، ولد في 2 ديسمبر 1933 في بوسطن في الولايات المتحدة، وتوفي في 21 أكتوبر 1998 في فرامينغهام في الولايات المتحدة.